# Tom Sanne
Tom Sanne (Hamburg, 13 april 2004) is een voetballer met de Duitse nationaliteit die doorgaans als centrumspits speelt. Hij stroomde door vanuit de jeugdopleiding van Hamburger SV en maakte in 2022 zijn debuut in het betaald voetbal voor het eerste elftal van de club. Sinds 2025 staat hij onder contract bij SV Wacker Burghausen. 

## Clubloopbaan

### Jeugd
Sanne begon met voetballen bij Niendorfer TSV, waarna hij in 2019 de overstap maakte naar de jeugdacademie van FC St. Pauli. Hij kwam daar uit in de onder-17 en maakte op 20 september 2020 zijn debuut in de stadsderby tegen Hamburger SV. In de met 4-0 gewonnen thuiswedstrijd was hij direct trefzeker met drie doelpunten en gaf hij de assist voor het vierde doelpunt. Hierna speelde hij nog vier wedstrijden waarin hij vier keer scoorde, voordat de competitie vanwege COVID-19-maatregelen werd stilgelegd. Zijn prestaties trokken de aandacht van Hamburger SV, waar hij vervolgens de overstap maakte en in de onder-19 terechtkwam. Op 14 augustus 2022 maakte Sanne zijn debuut voor de Hamburger jeugd in de thuiswedstrijd tegen  RB Leipzig. Een week later maakte hij zijn eerste doelpunt in de met 1-1 gelijkgespeelde uitwedstrijd tegen Chemnitzer FC . In het seizoen 2021/22 kwam hij tot 14 doelpunten in 17 wedstrijden. Op 1 april 2023 speelde hij zijn laatste jeugdwedstrijd, waarin hij twee keer scoorde in het met 5-2 gewonnen uitduel tegen Werder Bremen.  

### Hamburger SV
Op 13 maart 2022 maakte Sanne als A-junior zijn debuut bij de senioren tijdens de play-offwedstrijd van de Regionalliga Nord, in de thuiswedstrijd tegen VfV Hildesheim. In het seizoen 2022/23 maakte hij de definitieve overstap van de jeugd naar de senioren en kwam uit voor het tweede elftal. Op 28 augustus maakte hij uit een strafschop zijn eerste doelpunt voor de senioren, tijdens de met 6-1 gewonnen thuiswedstrijd tegen Kickers Emden. Trainer Pit Reimers bracht hem twintig minuten voor tijd in het veld.Op 23 oktober maakte hij zijn debuut in het betaalde voetbal, tijdens een thuiswedstrijd van het eerste elftal in de 2. Bundesliga tegen 1. FC Magdeburg. In het met 2-3 verloren duel bracht trainer Tim Walter hem in de 89e minuut in het veld voor László Bénes, waarna hij direct het tweede Hamburger doelpunt maakte. Aan het einde van het seizoen verlengde Sanne zijn contract tot 2026.
In de voorbereiding van het seizoen 2023/24 wist Sanne het vertrouwen van de technische staf niet te winnen, waardoor hij voornamelijk uitkwam voor het tweede elftal. Met 24 doelpunten werd hij dat seizoen wel topscorer van de Regionalliga Nord. Opvallend was zijn prestatie in de laatste competitiewedstrijd tegen Spelle-Venhaus, waarin hij vijf keer scoorde in de met 6-2 gewonnen uitwedstrijd. In de zomer van 2024 versterkte Hamburger SV zich naast topscorer Robert Glatzel met een extra centrumspits, Davie Selke. Om meer speeltijd te krijgen besloot Sanne zich voor het seizoen 2024/25 te laten verhuren aan Hannover 96. Deze verhuurperiode was van korte duur; vanwege te weinig speeltijd keerde hij in de winterstop terug en werd vervolgens verhuurd aan het in de Eerste Divisie uitkomende FC Dordrecht. Na een teleurstellende huurperiode, waarin hij beperkt in actie kwam, keerde Sanne in de zomer van 2025 terug bij Hamburger SV. Tijdens zijn afwezigheid wist de club na 2.555 dagen weer promotie naar de Bundesliga af te dwingen. Aan het einde van het seizoen vertrok hij bij HSV en tekende hij bij SV Wacker Burghausen uit de Regionalliga Bayern.

#### Verhuur aan Hannover 96
In de zomer van 2024 werd bekend dat Sanne met een optie tot koop werd verhuurd aan Hannover 96, waar hij enkel in het tweede elftal speelde. Op 3 augustus maakte hij onder trainer Daniel Stendel zijn debuut in de 3. Liga, tijdens een met 2-1 verloren uitwedstrijd tegen FC Erzgebirge Aue. In zijn eerste basiswedstrijd scoorde hij na 15 minuten zijn eerste doelpunt voor Hannover, waarmee hij zijn ploeg na een voorzet van Kolja Oudenne op gelijke hoogte bracht. Tot eind november was hij een vaste basisspeler, maar daarna verschoof zijn rol naar die van invaller. Hierop besloot hij vroegtijdig terug te keren naar Hamburg.

#### Verhuur aan FC Dordrecht
Vlak voor het sluiten van de winterse transferwindow werd bekend dat Sanne voor de tweede helft van het seizoen 2024/25 werd met optie tot koop werd verhuurd aan de club uit de stad Dordrecht. Zijn verblijf in Nederland bleek teleurstellend: hij kwam slechts in negen officiële wedstrijden in actie. Op 8 februari maakte hij zijn debuut tijdens de uitwedstrijd tegen Helmond Sport. In het met 0-1 gewonnen duel kwam hij in de slotfase in de ploeg voor Jaden Slory. Het lukte hem niet om een basisplaats te veroveren in het team van trainer Melvin Boel waardoor hij enkel als invaller in het veld kwam. De ploeg kwalificeerde zich voor de play-offs om promotie naar de Eredivisie waar men speelde tegen De Graafschap en Willem II. In alle vier de wedstrijden speelde Sanne geen minuut. Na afloop van het seizoen keerde hij terug naar Hamburger SV.

### SV Wacker Burghausen
In juni 2025 tekende Sanne een contract voor twee jaar bij SV Wacker Burghausen.

## Clubstatistieken
| Seizoen                     | Club                 | Competitie          | Competitie | Competitie | Beker | Beker | Internationaal | Internationaal | Overig | Overig | Totaal | Totaal |
| Seizoen                     | Club                 | Competitie          | Wed.       | Dlp.       | Wed.  | Dlp.  | Wed.           | Dlp.           | Wed.   | Dlp.   | Wed.   | Dlp.   |
| --------------------------- | -------------------- | ------------------- | ---------- | ---------- | ----- | ----- | -------------- | -------------- | ------ | ------ | ------ | ------ |
| 2021/22                     | Hamburger SV II      | Regionalliga Nord   | 5 *        | 0          | –     | –     | –              | –              | –      | –      | 5      | 0      |
| 2022/23                     | Hamburger SV II      | Regionalliga Nord   | 19         | 7          | –     | –     | –              | –              | 2      | 1      | 21     | 8      |
| 2023/24                     | Hamburger SV II      | Regionalliga Nord   | 32         | 24         | –     | –     | –              | –              | –      | –      | 32     | 24     |
| 2024/25                     | Hannover 96 II       | 3. Liga             | 17         | 3          | –     | –     | –              | –              | –      | –      | 17     | 3      |
| 2024/25                     | FC Dordrecht         | Eerste divisie      | 9          | 0          | –     | –     | –              | –              | –      | –      | 9      | 0      |
| 2025/26                     | SV Wacker Burghausen | Regionalliga Bayern | 0          | 0          | 0     | 0     | –              | –              | 0      | 0      | 0      | 0      |
| Carrière totaal             | Carrière totaal      | Carrière totaal     | 82         | 34         | –     | –     | –              | –              | 2 *    | 1      | 84     | 35     |
| Bijgewerkt tot 12 juli 2025 |                      |                     |            |            |       |       |                |                |        |        |        |        |

* In het seizoen 2021/22 maakte Sanne als A-junior zijn opwachting in het tweede elftal van Hamburger SV;
** Als speler van het tweede elftal kwam hij in het seizoen 2022/23 tweemaal uit voor het eerste elftal van Hamburger SV.

## Interlandloopbaan
Sanne speelde voor verschillende Duitse jeugdelftallen, maar kwam hierbij niet in actie tijdens eindrondes. In totaal speelde hij 11 jeugdinterlands, waarin hij twee keer scoorde. Tijdens deze wedstrijden stond hij onder meer samen met Nicolò Tresoldi, Tom Rothe, Justin Diehl en Nicolas Oliveira op het veld.

### Duitse jeugdelftallen
Op 15 november maakte Sanne onder leiding van bondscoach Guido Streichsbier zijn basisdebuut in Duitsland –18 tijdens een oefeninterland tegen leeftijdsgenoten uit Denemarken. Een maand later scoorde hij zijn eerste doelpunt, in de met 0-5 gewonnen uitwedstrijd tegen Israël. In de 45e minuut maakte hij, na een voorzet van Niklas Niehoff, het tweede Duitse doelpunt. Met Duitsland –19 speelde Sanne drie kwalificatiewedstrijden voor het Europees kampioenschap 2023. Duitsland overleefde de poulefase niet en werd hierdoor vroegtijdig uitgeschakeld voor het toernooi op Malta.
| Jeugdinterlands van Tom Sanne voor Duitsland () | Jeugdinterlands van Tom Sanne voor Duitsland () | Jeugdinterlands van Tom Sanne voor Duitsland () | Jeugdinterlands van Tom Sanne voor Duitsland () | Jeugdinterlands van Tom Sanne voor Duitsland () | Jeugdinterlands van Tom Sanne voor Duitsland () |
| №                                               | Datum                                           | Wedstrijd                                       | Uitslag                                         | Soort Wedstrijd                                 | Doelpunten                                      |
| Als speler bij Duitsland –18                    | Als speler bij Duitsland –18                    | Als speler bij Duitsland –18                    | Als speler bij Duitsland –18                    | Als speler bij Duitsland –18                    | Als speler bij Duitsland –18                    |
| ----------------------------------------------- | ----------------------------------------------- | ----------------------------------------------- | ----------------------------------------------- | ----------------------------------------------- | ----------------------------------------------- |
| 1.                                              | 15 november 2021                                | Duitsland – Denemarken                          | 1 – 2                                           | Vriendschappelijk                               |                                                 |
| 2.                                              | 12 december 2021                                | Duitsland – Rusland                             | 1 – 3                                           | Vriendschappelijk                               |                                                 |
| 3.                                              | 15 december 2021                                | Israël – Duitsland                              | 0 – 5                                           | Vriendschappelijk                               | Goal                                            |
| 4.                                              | 17 december 2021                                | Verenigde Arabische Emiraten – Duitsland        | 1 – 3                                           | Vriendschappelijk                               | Goal                                            |
| 5.                                              | 24 maart 2022                                   | Duitsland – Frankrijk                           | 1 – 1                                           | Vriendschappelijk                               |                                                 |
| 6.                                              | 24 maart 2022                                   | Duitsland – Nederland                           | 1 – 4                                           | Vriendschappelijk                               |                                                 |
| Als speler bij Duitsland –19                    |                                                 |                                                 |                                                 |                                                 |                                                 |
| 1.                                              | 20 november 2022                                | Zwitserland – Duitsland                         | 1 – 2                                           | Vriendschappelijk                               |                                                 |
| 2.                                              | 22 maart 2023                                   | Duitsland – Italië                              | 2 – 3                                           | EK-kwalificatie 2023                            |                                                 |
| 3.                                              | 25 maart 2023                                   | Duitsland – België                              | 2 – 3                                           | EK-kwalificatie 2023                            |                                                 |
| 4.                                              | 25 maart 2023                                   | Slovenië – Duitsland                            | 0 – 3                                           | EK-kwalificatie 2023                            |                                                 |
| 5.                                              | 10 mei 2023                                     | Denemarken – Duitsland                          | 0 – 0                                           | Vriendschappelijk                               |                                                 |
| Bijgewerkt tot 8 februari 2025                  |                                                 |                                                 |                                                 |                                                 |                                                 |

## Persoonlijk
In zijn vroege jeugdjaren als voetballer werd Sanne getraind door zijn vader.

## Erelijst
Individueel:
| Topscorer Regionalliga Nord | 1x | 2023/24 |